# Beaumont-les-Nonains
Beaumont-les-Nonains is een gemeente in het Franse departement Oise in de regio Hauts-de-France. De plaats maakt deel uit van het arrondissement Beauvais.

## Geschiedenis
De gemeente maakte deel uit van het kanton Auneuil tot dit op 22 maart 2019 werd opgeheven. Beaumont-les-Nonains werd overgeheveld naar het aangrenzende kanton Chaumont-en-Vexin. Op 1 januari 2019 fuseerde de gemeente met La Neuville-Garnier en Villotran tot de commune nouvelle Les Hauts-Talican, waarvan Beaumont-les-Nonains de hoofdplaats werd. Per 1 januari 2024 werd de fusie ongedaan gemaakt, zodat Beaumont-les-Nonains weer een zelfstandige gemeente werd.

## Geografie
De oppervlakte van Beaumont-les-Nonains bedraagt 9,7 km², de bevolkingsdichtheid is 33,2 inwoners per km².
De onderstaande kaart toont de ligging van Beaumont-les-Nonains met de belangrijkste infrastructuur en aangrenzende gemeenten.

## Demografie
Onderstaande figuur toont het verloop van het inwonertal.